# هجوم رفح (أغسطس 2012)
هجوم شمال سيناء، هجوم رفح الأول أو مذبحة رفح الأولى هو هجوم مسلح نفذ في 5 أغسطس 2012 ضد جنود مصريين بمنطقة الماسورة بمدخل مدينة رفح المصرية على الحدود بين مصر وإسرائيل. أسفر الحادث عن إستشهاد 16 جندي وضابط مصري، وإصابة 7 آخرين، واستولى الجناة على مدرعتين تابعتين لقوات الجيش من كمين أمني، ثم حاولوا اقتحام الحدود مع إسرائيل، حيث قابلهم الجيش الإسرائيلي بإطلاق النار وأعلن مقتل 8 منهم، وتبين أن الجناة أتلفوا إحدى المدرعتين بعد استيلائهم على 21 بندقية آلية و30 صندوق ذخيرة منها.
على إثر الحادث بدأت القوات المسلحة والشرطة في 7 أغسطس 2012 تنفيذ عملية أمنية واسعة لضبط المتهمين وكذلك هدم الأنفاق مع غزة. وكانت المرة الأولى منذ اتفاقية كامب ديفيد التي تطأ فيها أقدام جنود الصاعقة المصرية مدعومة بعشرات الدبابات وتحت غطاء من طائرات الأباتشي هذه المنطقة من سيناء.
في أعقاب الحادث أقيل مدير المخابرات العامة المصرية اللواء / مراد موافي وتم تعيين اللواء / محمد رأفت شحاتة قائما بأعمال مدير المخابرات بدلا منه. وذلك بعد اتهام الرئاسة للمخابرات بالتقصير وعدم تحركها لمنع الواقعة قبل حدوثها، وتصريح مدير المخابرات بأن الجهاز جهة جمع معلومات فقط وليس سلطة تنفيذية، مشيرا إلى أنه أرسل المعلومات التي لديه بخصوص الحادث الإرهابي الذي وقع في سيناء إلى صناع القرار والجهات المسؤولة، وبهذا ينتهي دور الجهاز.

## المواقف الدولية
الامم المتحدة: ندد الأمين العام للأمم المتحدة (بان كي مون) بشدة الهجوم ووصفه بأنه عمل إرهابي، مشيرا إلى أنه قتل 16 جنديًا مصريًا وعرَّض المواطنين الإسرائيليين للخطر، وقدم تعازيه لأسر الضحايا. وأضاف: «إن مثل هذه الهجمات غير مقبولة على الإطلاق. وصرح انه يأمل بأن يتم تحديد الجناة بسرعة وتقديمهم للعدالة». كما أعرب السيد كي مون عن أمله في الشفاء العاجل للمصابين في الهجوم.
البحرين: نددت بشدة الهجوم ووصفته بأنه هجوم إرهابي، قائلة إنه «عمل شنيع ينتهك التعاليم الإسلامية والعقائد الدينية والقيم الأخلاقية والإنسانية» وأعربت عن تضامنها الكامل مع مصر، وأعربت عن دعمها الكامل للتدابير التي اتخذتها مصر لتحقيق الأمن والاستقرار في سيناء وأعربت عن تعازيها لعائلات الضحايا وتمنت للمصابين الشفاء العاجل، وقالت إن البحرين تدين «جميع أشكال الإرهاب بغض النظر عن مصادره».
الأردن: نددت بالهجوم ووصفته بأنه هجوم إرهابي وقال إن الأردن «يدعم مصر في محاربة كافة أشكال الإرهاب التي تسببت في معاناة الكثير من الناس حول العالم».
روسيا: نددت وزارة الخارجية الروسية بالهجوم ووصفته بأنه هجوم إرهابي، وقالت إن الهجوم «تم استقباله بقلق وإدانة». وأعربت الوزارة عن تعازيها لمصر وكذلك «تفهمها وتضامنها مع إجراءات مكافحة الإرهاب التي اتخذها الجانبان المصري والإسرائيلي لضمان النظام والاستقرار». وقالت الوزارة إن روسيا تؤمن إيمانا راسخا بأن «الإرهاب بكافة أشكاله لا يمكن أن يُعذر ولن يُعذر. ونأمل أن تعود الأوضاع إلى طبيعتها نتيجة الإجراءات المتخذة في شبه جزيرة سيناء، مما يضمن المستوى المناسب من الأمن.» أوصت الوزارة رعاياها في مصر باتخاذ الاحتياطات، وعدم السفر خارج مناطق منتجع سيناء.
فرنسا: أدانت الهجوم في سيناء وحثت مصر على ممارسة سيطرتها على المنطقة، قائلة إنها معنية بتدهور الوضع الأمني في سيناء.
الولايات المتحدة الأمريكية: أدانت الولايات المتحدة الهجوم ووصفته أنه هجوم إرهابي، وقدمت التعازي للضحايا والأسر، وكذلك الرئيس مرسي. قالت الولايات المتحدة إنه إذا طلبت السلطات المصرية ذلك، «فنحن على استعداد لمساعدة الحكومة المصرية لأنها تعمل على تعهد الرئيس مرسي بتأمين سيناء والتصدي لتهديدات التطرف العنيف».
الصحف العالمية: صحيفتى B.B.C  و The New York Times وصفت الهجوم بأنه علامة على استمرار الجماعات المسلحة في النمو بمنطقة سيناء وان المنطقة "تنزلق من سيطرة مصر. وصحيفه Haaretz الإسرائيلية افادت ان الجماعات الإسلامية الجهادية بسيناء بدأت في إستهداف الجيش المصرى بجانب الإسرائيلى.